# Anna Maria Schober
Anna Maria Schober (auch Schoberin) (getauft 4. Juni 1672 in Frankfurt am Main; † 16. April 1728) war eine deutsche Opern- und Konzertsängerin in der Stimmlage Sopran.

## Leben

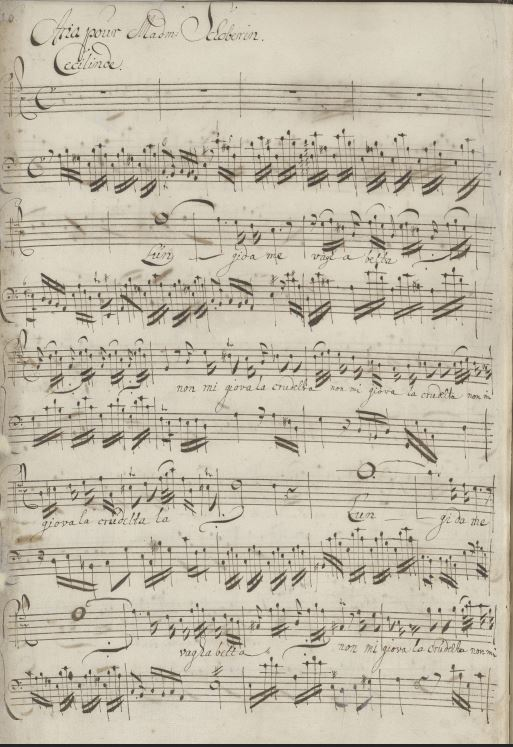
Partiturseite der Arie der Cecilinde aus Der angenehme Betrug oder Der Carneval von Venedig von Reinhard Keiser (1708) mit Nennung der Schober

Sie war die Tochter des aus Kindelbrück stammenden Frankfurter Kapellmeisters Johann Schober (1640–1697) und der Anna Öttel aus Dornburg an der Saale, die 1671 in Frankfurt geheiratet hatten. Ihr Vater hielt sich 1679 mit seinen Kindern Anna Maria und Johann Mathias zwei Wochen lang am Darmstädter Hof auf. Dabei nahm die Gräfin Elisabeth Dorothea Schobers Sohn in ihre Kapelle auf und sorgte gleichzeitig für die musikalische Ausbildung von Anna Maria. 1686 war die Schober die erste deutsche Sängerin, die in Darmstadt angestellt war und auf der Bühne des Hoftheaters auftrat.
Um 1700 wurde sie an der Gänsemarktoper in Hamburg engagiert. Nachweislich trat sie dort 1705 in Händels Oper Nero und 1707/1708 in Der angenehme Betrug oder Der Carneval von Venedig von Reinhard Keiser auf. Bei letzterer Oper wird sie in der originalen, handschriftlichen Partitur aus dem Jahr 1708 mit Aria Pour Madm. Schoberin erwähnt. Sie sang in Hamburg auch Kirchenpartituren, stand aber im Schatten der Primadonna Conradi.
Anerkannt als eine der besten Sopranistinnen Deutschlands, war sie 1709 wieder am Darmstädter Hof tätig (wahrscheinlich im Kontext des Engagements Christoph Graupners in Darmstadt), wo sie unter anderem 1716 die Brockes-Passion von Georg Philipp Telemann aufführte, begleitet von dem Bass Grünewald, dem Kastraten Antonio Campioli und der Sopranistin Margaretha Susanna Kayser.
Der Darmstädter Hof zählte ab 1711 auch auf die Talente von Johanna Elisabeth Döbricht. Sie durfte in der Kirche singen, was für die Schober ebenso anzunehmen ist. Johann Mattheson erlaubte ihr 1715 auch im Hamburger Dom aufzutreten. Dort sang sie in Matthesons Oratorium Die heilsame Geburt und Menschwerdung Unsers Herrn und Heylandes Jesu Christi nach dem Evangelisten Lucas. Außerdem war sie neben der Döbricht und Campioli in der Kantate Apollo in Tempe mutmaßlich von Ernst Christian Hesse, dem Ehemann der Döbricht, zu hören.
Im Jahr 1721 verließ die Sängerin das Darmstädter Opernhaus und ging nach Bayreuth, wo sie anscheinend besser besoldet wurde. Über ihr weiteres Leben ist nichts bekannt.